# World Seniors Darts Matchplay
De World Seniors Darts Matchplay is een van de hoofdtoernooien van dartsbond World Seniors Darts Tour, waarbij enkel spelers met een leeftijd van vijftig jaar of meer zijn aangesloten. De eerste editie vond plaats in juli 2022.

## Opzet
Net als bij de World Matchplay van de Professional Darts Corporation is er een leg-format en moet de winnaar met twee legs afstand van zijn tegenstander winnen. Indien nodig wordt een wedstrijd verlengd met maximaal zes legs. Als dat niet genoeg is, wordt er een beslissende leg gespeeld.
De voorrondes tot en met de kwartfinales zijn best of 15 legs (of eerste tot acht legs), de halve finales en finale zijn best of 17 legs (of eerste tot negen legs).

## Finales
| Jaar | Winnaar (Gemiddelde in finale) | Scores (Legs) | Runner-up (Gemiddelde in finale) | Bron              | Aantal deelnemers | Locatie                         | Prijzengeld totaal | Prijzengeld voor winnaar | Sponsor     |
| ---- | ------------------------------ | ------------- | -------------------------------- | ----------------- | ----------------- | ------------------------------- | ------------------ | ------------------------ | ----------- |
| 2022 | Robert Thornton (88.30)        | 12 - 10       | Phil Taylor (85.83)              | [ 1 ] [ 2 ] [ 3 ] | 20                | Bonus Arena, Kingston upon Hull | £31.000,-          | £10.000,-                | Jenningsbet |
| 2023 | Leonard Gates (92.24)          | 9 - 6         | Jim McEwan (87.93)               | [ 5 ]             | 16                | Barbican, York                  |                    |                          | Jenningsbet |
| 2024 | John Henderson (85.43)         | 9 - 6         | Leonard Gates (87.44)            | [ 6 ]             | 16                | Barbican, York                  |                    |                          | BetGoodwin  |

## Finalisten
| Speler          | Gewonnen | Runner-up | Gespeelde finales |
| --------------- | -------- | --------- | ----------------- |
| Leonard Gates   | 1        | 1         | 2                 |
| John Henderson  | 1        | 0         | 1                 |
| Robert Thornton | 1        | 0         | 1                 |
| Phil Taylor     | 0        | 1         | 1                 |
| Jim McEwan      | 0        | 1         | 1                 |